# Пінаколінове перегрупування
Пінаколінове перегрупування (рос. пинаколиновая перегруппировка, англ. pinacol(one) rearrangement) — скелетне перегрупування α-гліколів, циклоалкандіолів, а також циклічних естерів у альдегіди або кетони (у випадку циклодіолів супроводиться звуженням циклу) при дегідратації їх у кислому середовищі.
(СH3)2C(OH)–(HO)C(CH3)2 → (CH3)3C–C(=O)CH3